# Annemarie Pucci
 Annemarie Pucci (* 31. Mai 1954 in Weimar) ist eine deutsche Physikerin und Hochschullehrerin. Sie ist Professorin  an der Universität Heidelberg.

## Leben und Werk
Annemarie Pucci studierte von 1972 bis 1977  Physik an der Universität Jena und schrieb ihre Diplomarbeit in der theoretischen Festkörperphysik. 1977 wies ihr das Stellenvermittlungssystem der DDR einen Arbeitsplatz als Assistentin an der Sektion Physik der Universität Rostock zu. Hier forschte sie weiter, untersuchte die Eigenschaften ungeordneter fester Stoffe und promovierte 1983 mit Auszeichnung. In dieser Zeit kamen ihre beiden Töchter zur Welt. Von 1983 bis 1986 war sie Leiterin einer Arbeitsgruppe auf einer Postdoc-Stelle an der Universität in Rostock. Aus privaten Gründen zog sie nach Weimar und unterrichtete bis 1987 als Fachlehrerin für Mathematik und Statistik an einer landwirtschaftlichen Fachschule. Sie nahm als wissenschaftliche Mitarbeiterin von 1987 bis 1991 an der Universität Jena ihre sowohl experimentell als auch theoretisch ausgerichteten Forschungsarbeiten wieder auf, wobei sie zu DDR-Zeiten nicht habilitieren durfte, weil sie nicht Mitglied der SED war. Nach Forschungsaufenthalten in Tübingen und Stuttgart erhielt sie eine Stelle als wissenschaftliche Assistentin an der Freien Universität in Berlin. Sie führte erfolgreich Experimente zur Wechselwirkung von Heliumatomstrahlen mit festen Oberflächen in einer Ultrahochvakuumapparatur durch und schloss gleichzeitig ihre Habilitation über die Infrarotabsorption dünner Schichten in Jena ab. Von 1993 bis 1995 erarbeitete sie als nebenberufliche Frauenbeauftragte am Fachbereich Physik der FU Berlin den Frauenförderplan dieses Bereichs. 1995 wurde sie Universitätsprofessorin am Institut für Angewandte Physik, dem jetzt neu benannten Kirchhoff-Institut für Physik der Universität Heidelberg. Hier forscht sie auf den Gebieten der Oberflächenphysik und in-situ-Spektroskopie an ultradünnen Filmen und lehrt Festkörper- und Oberflächenphysik. Sie war 1999 Mitorganisatorin der Deutschen Physikerinnentagung in Heidelberg und ist Mitglied der Kommission des Arbeitskreises für Chancengleichheit in der Deutschen Physikalischen Gesellschaft.

## Veröffentlichungen (Auswahl)
- Cat, Do Tran, Pucci, Annemarie, Wandelt, Klaus Rainer: Physics and Engineering of New Materials, Springer, 2007, ISBN 978-3-540-88201-5
- Baur, S., Galden, N., Hötzel, F., Pucci, A.:  One-Dimensional Plasmonic Excitations in Gold-Induced Superstructures on Si(553): Impact of Gold Coverage and Silicon Step Edge Polarization. In: The Journal of Physical Chemistry C 121 (14) · March 2017